# تيري شرايبر
تيري شرايبر (بالإنجليزية: Terry Schreiber)‏ هو مخرج أمريكي، ولد في 7 مارس 1937 في وينونا في الولايات المتحدة.

## وصلات خارجية
- تيري شرايبر على موقع قاعدة بيانات برودواي على الإنترنت (الإنجليزية)